# Caligula
Pour les articles homonymes, voir Caligula (homonymie).
Caligula, de son nom complet Caius Julius Caesar Augustus Germanicus, né le 31 août 12 à Antium et mort assassiné le 24 janvier 41 à Rome, est le troisième empereur romain. Il règne de 37 à 41, succédant à son grand-oncle Tibère.
Bien qu'il ait été nommé en référence à Jules César, les soldats de son père le surnomment Caligula (« petit caliga ») à partir de sa campagne en Germanie.
Selon les principales sources concernant son principat — principalement les récits de Suétone et Dion Cassius —, il connaît tout d'abord un début de règne prometteur, durant lequel il jouit d'une grande popularité auprès du peuple romain. Cependant, il devient rapidement un empereur autocratique, délaissant et assassinant tous ceux qui ont soutenu son ascension, tout en éprouvant une profonde aversion envers le Sénat. Il lui est attribué un comportement extrêmement instable, et un goût pour la démesure qui conduit à de grandes dépenses impériales.
Confronté à une faible popularité à la suite d'une augmentation de la fiscalité afin de renflouer les caisses qu'il a lui-même vidées, il est tué en 41 par un tribun de sa garde personnelle, Cassius Chaerea, contre qui il semblait nourrir une inimitié.

## Sources
Les principales sources littéraires sur Caligula sont la Vita Caii de Suétone, le livre LIX de l'Histoire Romaine de Dion Cassius et les Antiquités Juives de Flavius Josèphe. Quant à Tacite, les livres qui traitent du règne de Caligula sont perdus et son récit s'arrête à la mort de Tibère.
D'autres sources, comme les différentes œuvres de Sénèque ou de Pline l'Ancien, nous révèlent des anecdotes sur certains éléments inédits de son règne et présentent l'avantage de provenir d'auteurs contemporains de l'empereur.
Le règne de Caligula est le plus mal documenté de la dynastie julio-claudienne. Les sources littéraires sur ces quatre années sont imprécises, souvent anecdotiques et généralement hostiles. De ce fait, non seulement la plupart des événements de ce règne restent flous, mais Caligula apparaît davantage comme une caricature, un mégalomane fou, capricieux et cruel, que comme un personnage ayant réellement existé. Une telle description est principalement due aux écrits des historiens Suétone et Tacite. Dans la lignée des travaux de l'historien allemand H. Willrich, de nombreux historiens contemporains prennent toutefois leurs distances vis-à-vis de ces témoignages.

## Biographie

### Famille et enfance

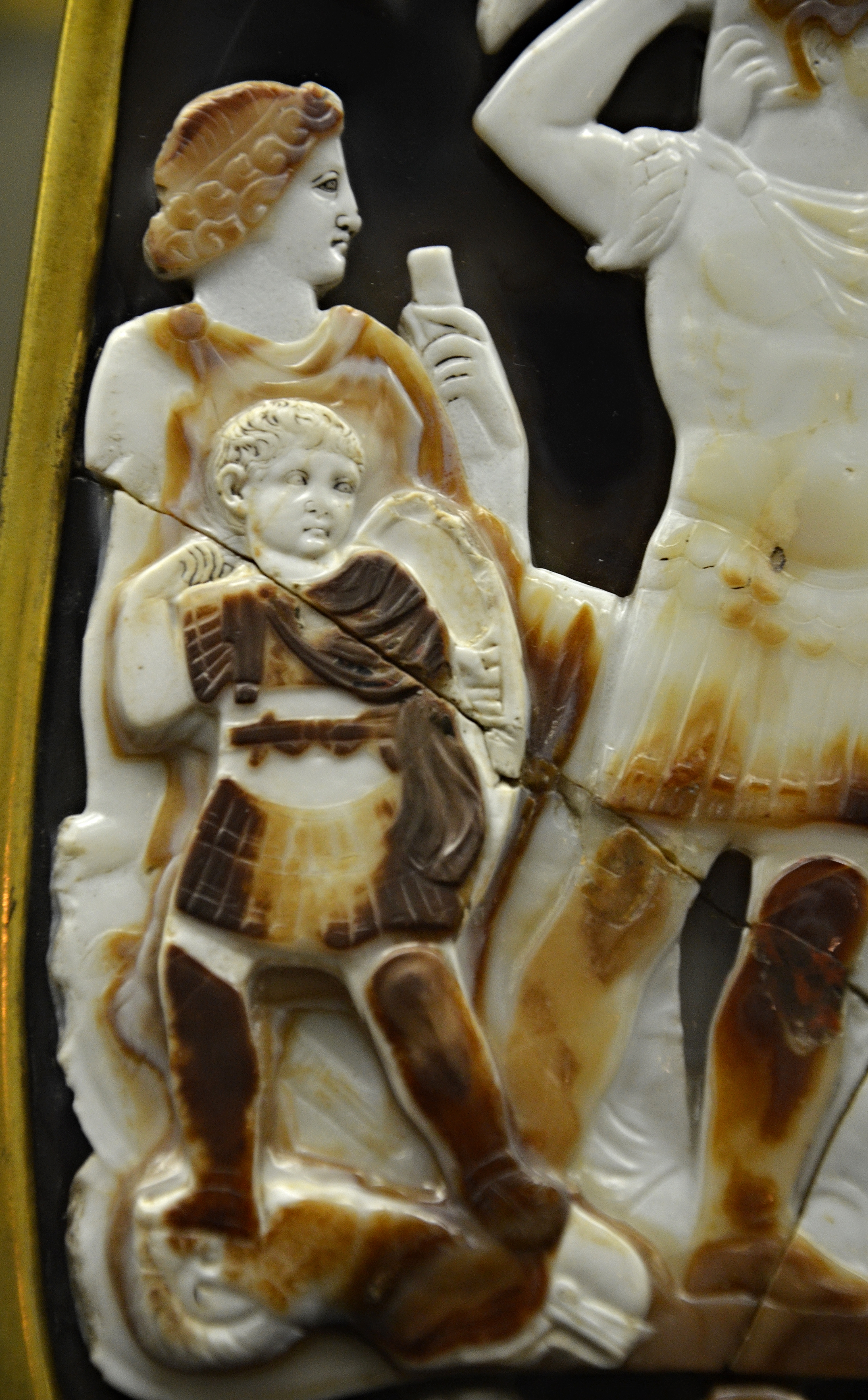
Grand Camée de France. Caligula enfant, paré d'une cuirasse et des caligulae, ces sandales de soldat qui lui valent son surnom. Cabinet des médailles de la Bibliothèque nationale de France.

Caius Augustus Germanicus, Caligula (petite sandale en latin), est le fils du très populaire Germanicus et d'Agrippine l'Aînée. Il est également, d'une part le petit-neveu (et aussi le fils adoptif[réf. nécessaire]) de l'empereur Tibère, d'autre part l'arrière-petit-fils en ligne directe d'Auguste par sa grand-mère maternelle Julie et l'arrière-petit-fils de Marc Antoine par sa grand-mère paternelle Antonia. Il a cinq frères et sœurs : Nero Iulius Caesar, Drusus III, Drusilla, Agrippine la Jeune et Julia Livilla. Caligula naît à Antium, une cité balnéaire à proximité de Rome, la veille des calendes de septembre, en l'an 12, sous le consulat de son père et de Caius Fonteius Capito.
Selon Suétone, ce n'est que vers l'âge de deux ans qu'il est envoyé en Germanie rejoindre sa famille. Enfant, il accompagne sa mère qui suit souvent son mari dans les camps militaires. Les bottines qu'il porte et qui sont adaptées à ses petits pieds lui valent le surnom de « Caligula » (diminutif de caliga), un surnom qu'il finit par détester.
En mai 17, lors du triomphe de Germanicus, il défile dans le char de son père avec ses frères et sœurs.
En l’an 19, des troubles éclatent en Syrie. L’empereur Tibère envoie alors Germanicus, le père de Caligula, pacifier la région. Caligula est le seul enfant du couple qui accompagne son père durant son voyage. À la fin de l’été, la santé de Germanicus se dégrade rapidement, puis il meurt sans que l’on puisse définir précisément l’origine de la maladie. Selon l’historienne Virginie Girod, la mère de Caligula, Agrippine l'Aînée, aurait alors propagé la rumeur selon laquelle son mari avait été empoisonné sur ordre de Tibère, avec la complicité du gouverneur de Syrie Pison.
Caligula rentre ensuite à Rome où il est confié à sa mère. Néanmoins, celle-ci le délaisse, préférant se concentrer sur l’éducation de ses deux frères, Nero et Drusus, dont elle espère favoriser la carrière politique, voire faire des successeurs potentiels de Tibère. Les ambitions d’Agrippine auraient alors fortement irrité l’empereur. La percevant comme un danger, ce dernier la sépare de ses enfants et la place en résidence surveillée en Campanie.
Après l’arrestation de sa mère, Caligula est confié à son arrière-grand-mère Livie. En 29, à la mort de cette dernière, Tibère le choisit pour prononcer l'éloge funèbre de la défunte. À cette occasion, le jeune Caligula, âgé de 16 ans, montre son excellence dans l'art oratoire, pour lequel il aura un goût prononcé par la suite. Avec ses deux sœurs, Livilla et Drusilla, Caligula est recueilli par sa grand-mère Antonia. Néanmoins, le jeune homme ne reste chez celle-ci que quelques mois. Afin de l'éloigner de ses sœurs et peut-être, pour préparer sa succession, Tibère le fait venir en l'an 31 sur l'île de Capri où il s'est retiré,.

### La succession de Tibère

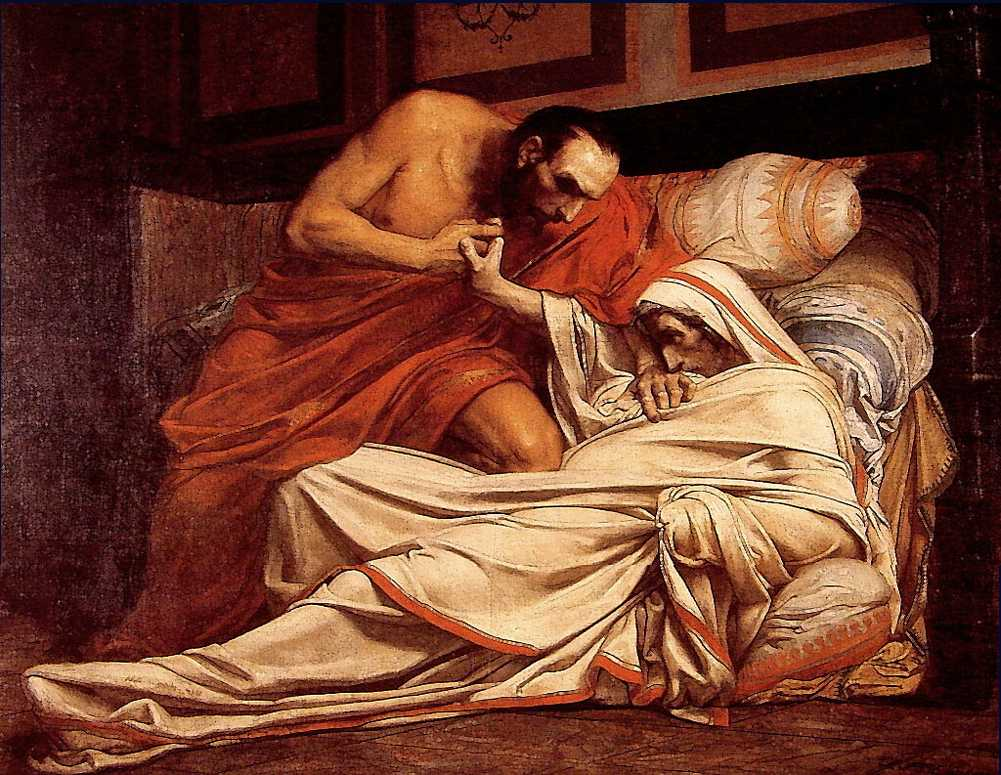
La Mort de Tibère, par Jean-Paul Laurens, 1864, musée des Augustins de Toulouse.

Après la mort de Germanicus et l’arrestation d’Agrippine et de ses fils, Tibère pense pouvoir léguer le pouvoir à son fils Drusus II, mais la mort de ce dernier en mai 23 bouleverse ses projets. Ne souhaitant plus vivre à Rome où son impopularité s'accroît de jour en jour, le vieil empereur, alors âgé de soixante-dix-sept ans, s’isole sur l’île de Capri. Lorsque Caligula l'y rejoint, l’armée réclame que Tibère désigne le jeune homme comme successeur, mais l'empereur préfère temporiser. Les deux hommes, en effet, se vouent une haine farouche.
En 33, Caligula épouse Junia Claudilla, membre de la famille aristocratique des Silani. Elle meurt cependant en couches trois ans plus tard.
En attendant que Tibère veuille bien se résoudre à le désigner comme successeur et par souci pour sa propre vie, Caligula décide néanmoins de suivre les volontés du vieil empereur, du moins en apparence. Par stratégie, il forme par ailleurs une alliance avec le préfet du prétoire Macron, tout juste nommé après l’exécution de Séjan. Macron accepte de bonne guerre, espérant bénéficier de cette alliance, une fois que Caligula serait devenu empereur. Le jeune homme partage un moment la couche d'Ennia Naevia, l'épouse de Macron, en lui laissant entendre qu'elle pourrait devenir impératrice s'il obtient le soutien de son mari. Ce dernier ferme les yeux sur la liaison, espérant en tirer des bénéfices.
Le 16 mars 37, Tibère rend son dernier souffle. Les circonstances de sa mort sont incertaines. Selon Tacite, Macron aurait étouffé Tibère afin de plaire à Caligula. Ce récit d'un meurtre hypothétique est également confirmé par Suétone dans sa biographie de Caligula. Néanmoins, en s’appuyant sur certaines rumeurs de l’époque, ce dernier laisse entendre que Caligula aurait pu porter lui-même le coup de grâce.
Dans son testament, Tibère avait initialement assigné à sa succession conjointement son propre petit-fils Gemellus et Caligula. Mais le 18 mars 37, ce dernier se fait seul reconnaître par le Sénat. Le nouvel empereur adopte d'abord Gemellus, avant de le faire exécuter en 37 ou 38 dans des circonstances qui demeurent mal élucidées.

« Lui succéda Caius, fils de Germanicus et d'Agrippine, que l'on nommait aussi Germanicus et Caligula. Tibère avait en fait laissé le pouvoir suprême à son petit-fils Gemellus ; mais Caius fit parvenir au Sénat les dispositions testamentaires par l'intermédiaire de Macron, les rendit caduques grâce à l'intervention des consuls et grâce à d'autres qu'il avait placés là à cet effet, invoquant la folie du testateur qui remettait les rênes à un enfant qui n'avait même pas encore le droit d'entrer dans la salle du Conseil. C'est ainsi que promptement, à cette époque, Caius lui enleva le pouvoir ; et plus tard, bien que l'ayant adopté, il le fit assassiner. »

— Dion Cassius, Histoire romaine, 59,1

## Son règne

### Des débuts prometteurs
Caligula entre dans Rome le 28 mars 37, au milieu des acclamations de la foule. Après le règne austère de Tibère, le jeune empereur, aux yeux des Romains, incarne alors un nouvel espoir, comme en témoignent les surnoms affectueux que le peuple lui attribue : « notre astre », « notre petit » ou « notre poupon ».
D'après Suétone, trois mois de réjouissances publiques sont décrétés, durant lesquels plus de 160 000 animaux sont sacrifiés afin d'inaugurer le règne de Caligula.

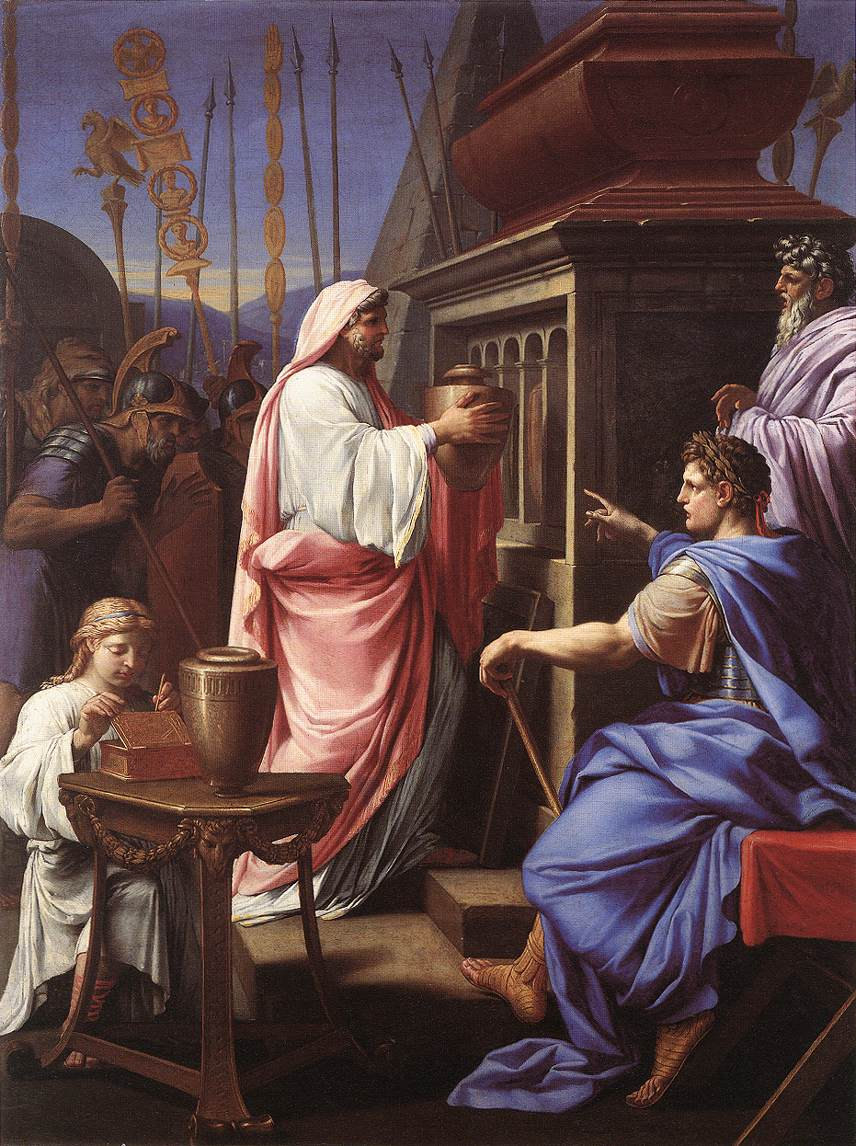
Caligula déposant les cendres de sa mère et son frère dans le tombeau de ses ancêtres, par Eustache Le Sueur, 1647.

Pendant les premiers mois de son règne, le jeune empereur mène une politique libérale, notamment marquée par l'abolition du crime de lèse-majesté, l'amnistie des prisonniers politiques, ainsi que la remise en circulation d'ouvrages interdits,. Pour ses premières actions, le Sénat lui décerne un bouclier honorifique en or, que, tous les ans, les collèges des pontifes doivent porter au Capitole, suivis des sénateurs et de la jeune noblesse chantant des hymnes à sa louange. Le philosophe Philon d'Alexandrie décrit les sept premiers mois du règne de Caligula comme une période heureuse,.

### Hommages familiaux
Durant les premiers mois de son règne, Caligula rend un certain nombre d’hommages à sa famille, qu’il met en scène de façon théâtrale.

Hommages familiaux
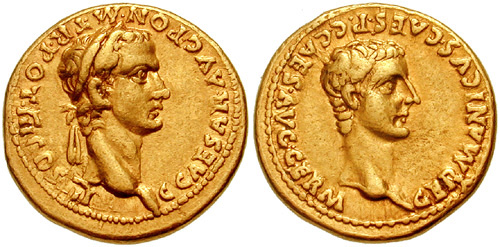
Caligula et son père Germanicus.
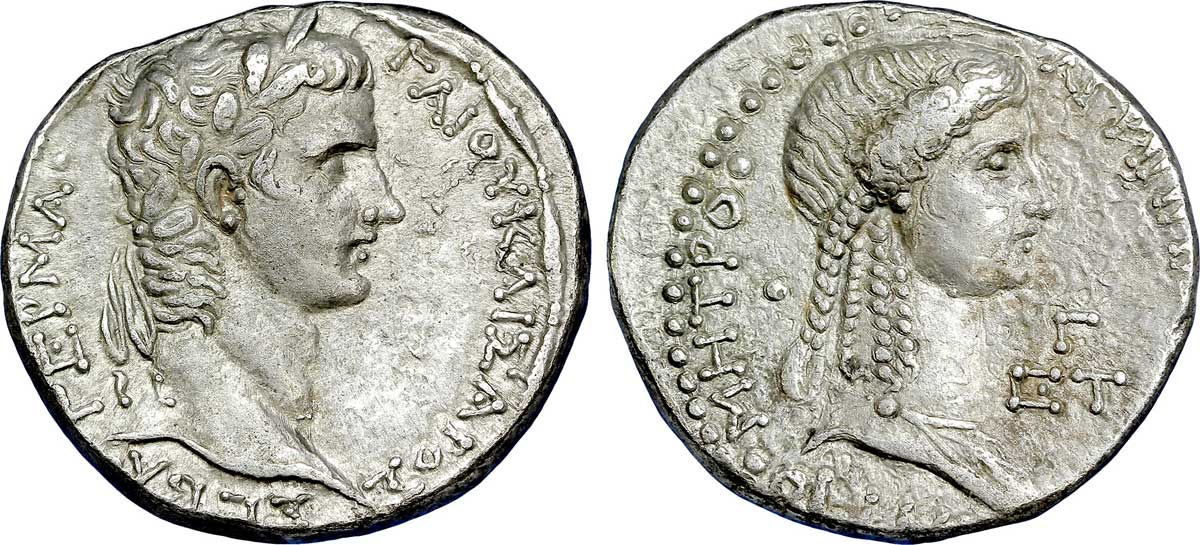
Caligula et sa mère Agrippine l'ancienne.

Il organise tout d’abord le retour des cendres de sa mère Agrippine et de son frère Nero. Il va lui-même les recueillir sur les îles de Pontia et de Pandataria, les place dans des urnes, puis les porte jusqu’au port de Rome. Ce faisant, Caligula répète le geste de sa mère qui avait elle-même ramené les cendres de son père Germanicus à la mort de ce dernier.
Le nouvel empereur ordonne par ailleurs que des monnaies soient frappées avec, d’un côté son image et de l’autre, celle de sa mère, accompagnée de l’inscription « mère de Caius César Auguste ». Il est le premier à représenter ainsi des femmes de la Domus Augustas sur des monnaies, ce qui constitue une véritable subversion : en effet, donner une visibilité aux princesses induit que le principat est devenu un système monarchique héréditaire.
Caligula fait également construire de nombreuses statues représentant son père, frapper des monnaies de bronze afin de célébrer ses victoires militaires et rebaptiser le mois de septembre en son nom. Dans sa « quête effrénée de légitimité », il rend ainsi hommage à tous ses aïeux le rattachant à Auguste.

### Réformes politiques
Durant l’année 38, Caligula se concentre sur la mise en œuvre de réformes politiques, notamment dans le secteur public. Il décide notamment d’abolir certaines taxes et accorde des aides financières à ceux qui ont perdu des biens à la suite d'un incendie.
Afin d’accroître sa popularité, il invite les familles de sénateurs à de somptueux banquets et organise des combats de gladiateurs ainsi que différents spectacles pour divertir le peuple.
En matière judiciaire, il accorde plus de libertés aux magistrats, leur permettant de rendre des jugements sans avoir à l’informer. Se voulant magnanime, il autorise également tous ceux qui avaient été condamnés et exilés par Tibère à rentrer chez eux.

### Une maladie controversée

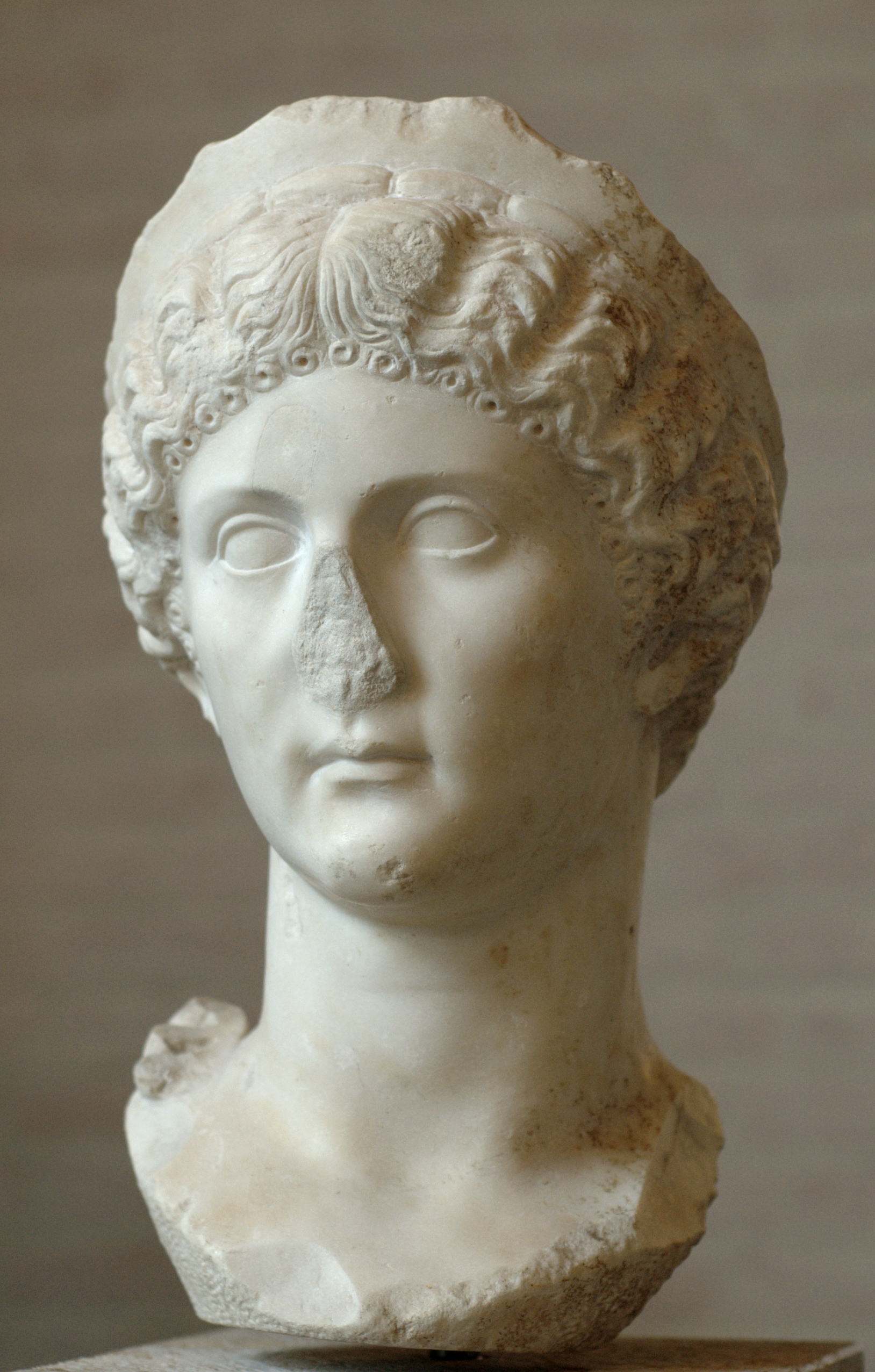
Drusilla, sœur de Caligula.

Selon les Anciens, le règne de Caligula aurait ensuite basculé dans la démesure. L'empereur se montre inique pour le simple plaisir de faire sentir l’étendue de son autorité. Ce changement a parfois été mis sur le compte d'une grave maladie à l'automne 37, mais une analyse minutieuse montre que celle-ci n'entraîne en réalité aucun changement politique significatif.
Selon les Anciens, Caligula — comme son prédécesseur, son grand-oncle Tibère — s'achemine dès lors vers le despotisme, s'adonnant, selon certaines sources, à la débauche. Entre autres scandales, on lui prête une longue liaison incestueuse avec sa sœur Drusilla. Certains historiens modernes pensent que cette pratique pourrait trouver sa source dans la volonté d'imiter les mariages consanguins égyptiens et témoignerait de l'influence du despotisme oriental. Le prince descend d'Antoine, et l'on connaît la fascination qu'exerçait sur ce dernier la monarchie « à l'orientale ». Cette « hypothèse orientale » est toutefois fortement mise en doute par d'autres historiens, qui soulignent notamment que l'accusation d'inceste relève du lieu commun, fréquemment associé dans l'Antiquité à la figure du « mauvais empereur ».
Certains Modernes expliquent son comportement par la folie, une hypothèse défendue dès la fin du XIXe siècle par le futur prix Nobel de la paix Ludwig Quidde. Dans Bubi ou l'histoire de Caligula, le Viennois Hanns Sachs, ami de Sigmund Freud, explique quant à lui les dérèglements que lui prêtent les Anciens par les traumatismes qui lui furent infligés dans l'enfance. Nombre de psychiatres et de médecins se sont penchés sur son dossier, expliquant son comportement tantôt par l'épilepsie, tantôt par l'hyper-anxiété, l'hyperthyroïdie ou encore l'alcoolisme,,,,,,.
Toutefois, les historiens contemporains soulignent régulièrement que ces diagnostics a posteriori n'ont que peu de valeur, a fortiori si l'on considère que nombre des accusations portées contre Caligula paraissent sans réels fondements. En effet, le règne de Caligula n'est connu pour l'essentiel que par des sources véhiculant une tradition sénatoriale qui lui est profondément hostile ; une tradition qui s'ingénie à brosser de lui le portrait du parfait tyran, tel qu'il est déjà dépeint par Platon dans La République, un despote à la fois mégalomane, cruel et débauché, incapable de contrôler ses désirs et ses pulsions.

### Exécution de Gemellus
Au cours de la même année, le jeune empereur est cependant critiqué pour avoir exécuté certaines personnes sans aucune forme de procès et forcé le préfet du prétoire, Macron, à se suicider. Il semble en effet que ce dernier soit tombé en disgrâce après avoir tenté de s’allier à Gemellus, lorsque Caligula est tombé malade, pris d’une forte fièvre, à la fin de l’année 37. L'ancien beau-père de Caligula, Marcus Iunius Silanus, est aussi forcé de se suicider en se coupant la gorge avec un rasoir, ainsi que Gemellus.
Plusieurs hypothèses peuvent expliquer ces exécutions. Tout d'abord, pendant la maladie de Caligula où celui-ci s'est retrouvé proche de la mort, certains courtisans projettent de préparer la suite en envisageant de mettre sur le trône son héritier et fils adoptif Gemellus — ce qui aurait été assimilé à une tentative de conspiration. Ensuite, diverses luttes d'influence se déroulent dans l'entourage de Caligula, où chaque parti essaye de tirer le plus d'avantages. Enfin, Caligula s'étant marié avec Lollia Paulina dans le but d'avoir une descendance et de passer le pouvoir à son fils biologique, pour éviter à l'avenir une possible compétition entre celui-ci et Gemellus, l'élimination de ce dernier règle cette concurrence entre fils adoptif et fils naturel. De plus, la disparition de Gemellus prive d'un « champion » tout potentiel conspirateur.

### Famine et crise financière
Selon Dion Cassius, une crise financière éclate durant l’année 39. Les dépenses de Caligula pour obtenir des soutiens politiques, sa gestion financière généreuse et ses dépenses extravagantes finissent en effet par épuiser le Trésor public. Les historiens antiques affirment que l'empereur commence alors à imposer des amendes et même, à tuer des individus dans le seul but de s'emparer de leurs propriétés.

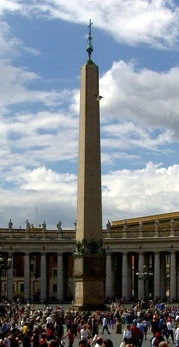
L'obélisque du Vatican a d'abord été apporté d'Égypte à Rome par Caligula. C'était la pièce maîtresse d'un grand hippodrome qu'il a construit.

Afin de remplir les caisses de l’Empire, Caligula aurait demandé au peuple de prêter de l'argent à l'État. Il ordonne aussi une augmentation drastique des impôts, notamment en prélevant des taxes sur les procès, sur les mariages et sur la prostitution. Il commence également à vendre aux enchères la vie des gladiateurs, lors des jeux du cirque.
Caligula fait par ailleurs réinterpréter le testament de Tibère afin que certains objets lui soient légués et oblige les centurions qui se sont emparés de diverses richesses à l'occasion de pillages, lors de campagnes militaires, à en remettre une partie à l’État.
Selon Suétone, au cours de la première année de son règne, Caligula aurait dilapidé 2,7 milliards de sesterces que Tibère avait amassés. Cependant, certains historiens restent sceptiques au sujet du montant énorme avancé par Suétone et Dion Cassius. Selon Wilkinson, l'utilisation de métaux précieux par Caligula pour frapper des pièces de monnaie durant son mandat indique que le Trésor n'a probablement jamais fait faillite. Il souligne cependant qu'il est difficile de déterminer si la prétendue « richesse gaspillée » provient uniquement du Trésor, car le flou persiste entre ce qui relève de « la richesse privée de l'empereur et ses revenus en tant que chef de l'État ». Dans le même ordre d'idées, Alston souligne qu'en l’an 41, le successeur de Caligula, Claude, fait un don de 15 000 sesterces à chaque membre de la garde prétorienne, ce qui démontrerait que le Trésor romain n’est pas aussi vide que ce qu'affirment les historiens antiques.
Signe d'une tendance à la démesure, Caligula fait construire un temple à la Déesse Diane, doublé d'un palais, sur les bords du lac de Nemi (dont le niveau est maintenu constant par un tunnel péniblement excavé en plein roc fonctionnant comme un trop-plein de lavabo) et surtout deux navires géants et fastueusement décorés (palais, temple, statue géante sur un socle tournant). Les « navires de Caligula » mesurent plus de 70 m de long, limite des techniques de charpenterie navale de l'époque, enclavés dans les monts Albains dans un lac mesurant 1 500 m à son plus grand diamètre. Extraites du lac asséché spécialement dans les années 1930 sur ordre de Mussolini, ces antiquités sont détruites en 1944 durant les combats de libération de l'Italie,.
Une famine d’une ampleur inconnue se serait également produite. Il est possible qu’il s’agisse d’une conséquence de la crise financière. En effet, à l'époque de Tibère, Rome distribue gratuitement des céréales à 200 000 habitants. Cependant, l'écrivain romain Sénèque prétend, lui, que les importations de céréales sont perturbées à la suite de la décision de Caligula de créer un pont flottant.

### Opposition avec le Sénat

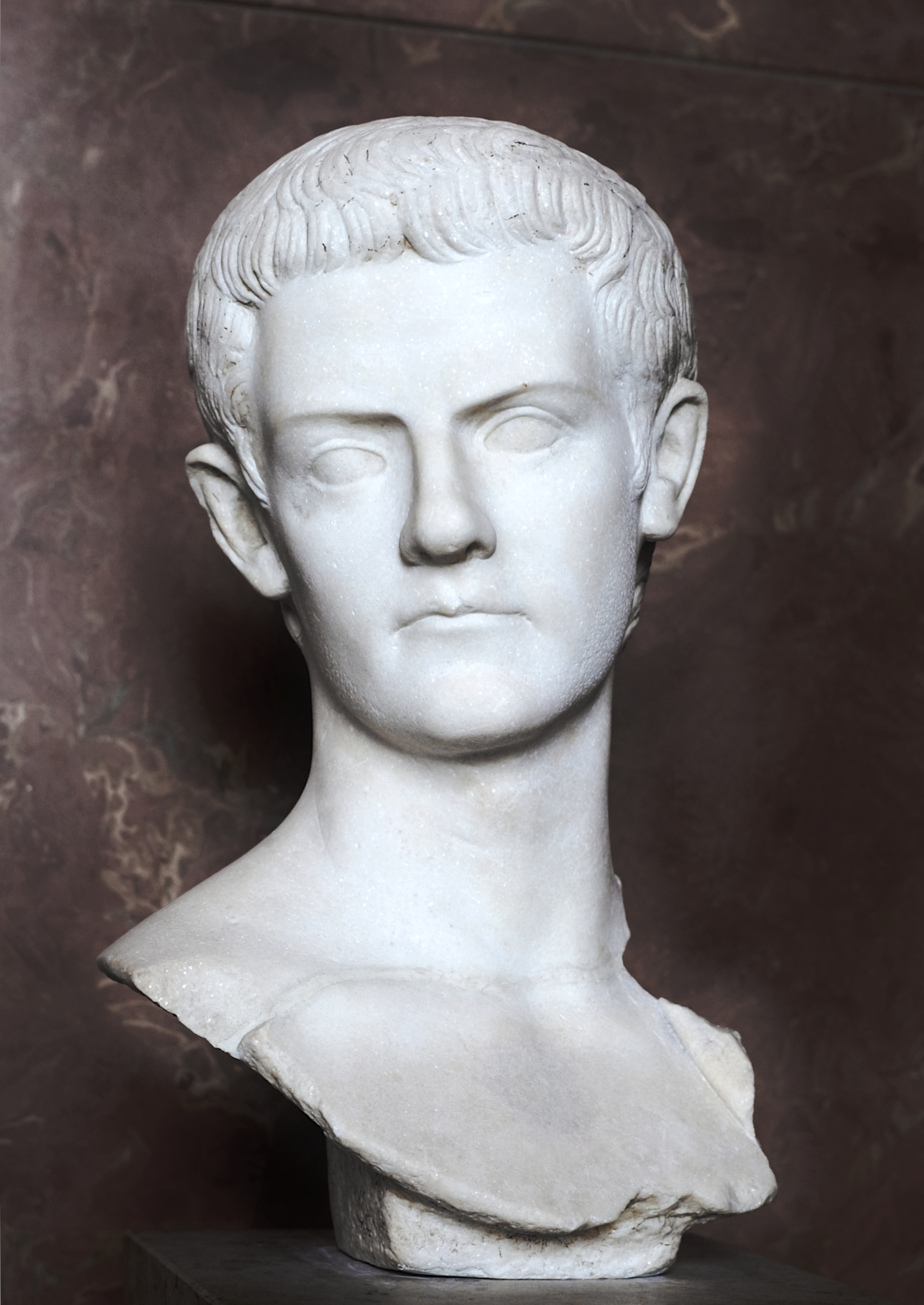
Buste en marbre daté des années 39-40 ap. J.-C.. L'empereur porte une courte barbe en signe du deuil de sa sœur Drusilla morte en 38 ap. J.-C. (Louvre, Ma1234).

L'hostilité entre Caligula et le Sénat est patente à partir de 39, année qui voit l'empereur prononcer un violent discours contre les pères conscrits à la curie, rétablir la charge de maiestas et démettre, au début du mois de septembre 39, les consuls en exercice,. Les raisons de cette hostilité demeurent difficiles à déterminer, mais elles pourraient témoigner d'une inflexion du principat sous le règne de Caligula, désireux de mettre fin à la fiction — instaurée par Auguste — d'un pouvoir partagé entre l'empereur et le Sénat.
C'est envers les sénateurs qu'il se montre le plus violent. Il entend humilier cette élite qui prétend partager le pouvoir avec lui. En dépit de ses promesses de pardon, il s'en prend à tous ceux qui, de près ou de loin, ont soutenu les exactions contre sa famille, puis multiplie les actes de cruauté envers les membres de cet ordre.
Ce glissement vers des aspirations absolutistes semble notamment se manifester dans le domaine religieux, avec un certain nombre de nouveautés tendant à renforcer l'exaltation divine du souverain et de sa famille. Les actes des frères Arvales indiquent ainsi que son genius est associé aux dévotions en l'honneur des divinités poliades de Rome. Toutefois, la principale nouveauté est la divinisation de sa sœur, Drusilla, après la mort de celle-ci le 10 juin 38,.
Sans doute ces mesures ont-elles alimenté les rumeurs — véhiculées par Suétone et Dion Cassius — prétendant que Caligula aurait songé être lui-même un dieu. Pour donner corps à sa propre dimension divine, Caligula fait placer sa tête sur de nombreuses statues de dieux à travers tout l'Empire. Il siège lui-même dans le temple de Castor et Pollux pour se faire honorer par les dévots. Enfin, il consacre un sanctuaire à sa propre divinité, et constitue un collège sacerdotal pour célébrer sa personne.
C'est sous son règne qu'eurent lieu les émeutes antijuives d'Alexandrie (38-40), un épisode relaté par Philon d'Alexandrie dans Légation à Caius.

### Conspiration de Lepidus
En septembre 39, alors que Caligula prépare des campagnes militaires en Germanie, une conspiration est fomentée, impliquant son ancien beau-frère Lepidus, ses sœurs Agrippine la Jeune et Julia Livilla, Gaetulicus, ainsi que les consuls suffect en place, dont les noms nous sont inconnus. Les raisons du complot sont à chercher dans le mariage de Caligula avec Cæsonia Milonia, impliquant la possibilité d'une descendance qui prive Lepidus et les sœurs de Caligula d'une perspective dynastique.
Les historiens ont proposé une hypothèse sur le déroulement de la conspiration (si elle avait réussi) : après l'assassinat de Caligula, Lepidus aurait été proclamé empereur, avec potentiellement le soutien des légions du Rhin. Il aurait ensuite adopté le fils d'Agrippine la Jeune, le futur Néron, voire aurait épousé Agrippine.
La conspiration est officiellement connue à Rome le 27 octobre et les consuls en place sont destitués, puis remplacés le 2 novembre par Cnaeus Domitius Afer et Aulus Didius Gallus. Le gouverneur de Germanie supérieure Gaetulicus est exécuté, après avoir dénoncé les principaux conspirateurs, et remplacé par Galba. Lepidus est exécuté à son tour et les sœurs de Caligula sont exilées sur les Îles Pontines.

## Campagne militaire
En octobre 39, Caligula se rend sur le Rhin, pour une campagne visant à reprendre les dernières aigles des légions de Varus.

### Campagne militaire de Bretagne
En 40, il reçoit la soumission d'Adminius, le fils de Cynobellinus, roi des Bretons, qui, chassé par son père, s'était réfugié auprès de lui avec une faible suite. Selon Suétone, après cette soumission, Caligula écrivit au sénat une lettre où il déclarait avoir conquis toute la Bretagne.
Les historiens contemporains interprètent différemment cette soumission. Adminius représentait sûrement le parti pro-romain et après s'être déclaré tributaire de Rome, il a été chassé par son père qui souhaitait sûrement rester indépendant par rapport à Rome. Caligula a choisi ce prétexte pour soutenir militairement Adminius contre son père et ainsi mettre sur le trône breton un allié de Rome.

### Campagne militaire de Germanie
Caligula fit aussi campagne contre les Germains. Ceux-ci avaient pénétré jusqu'en Gaule et menaçaient les arrières des troupes romaines qui bataillaient alors en Bretagne. C'est durant ces opérations militaires que s'illustra le futur empereur Galba par sa sévérité, celui-ci contint les Germains et les troupes qu'il commandait furent celles qui reçurent le plus de félicitations et de récompenses de la part de Caligula.

### Ovation
Sur le chemin du retour vers Rome, il proclama un édit très hostile envers les sénateurs : « qu'il revenait, mais seulement pour ceux qui souhaitaient son retour, c'est-à-dire pour l'ordre équestre et pour le peuple, car désormais il ne serait plus ni un concitoyen, ni un prince pour les sénateurs ».
Après avoir refusé les honneurs du triomphe, il préféra l'Ovatio. Il rentra dans la ville de Rome le jour de son anniversaire, le 31 août 40.

## Chute

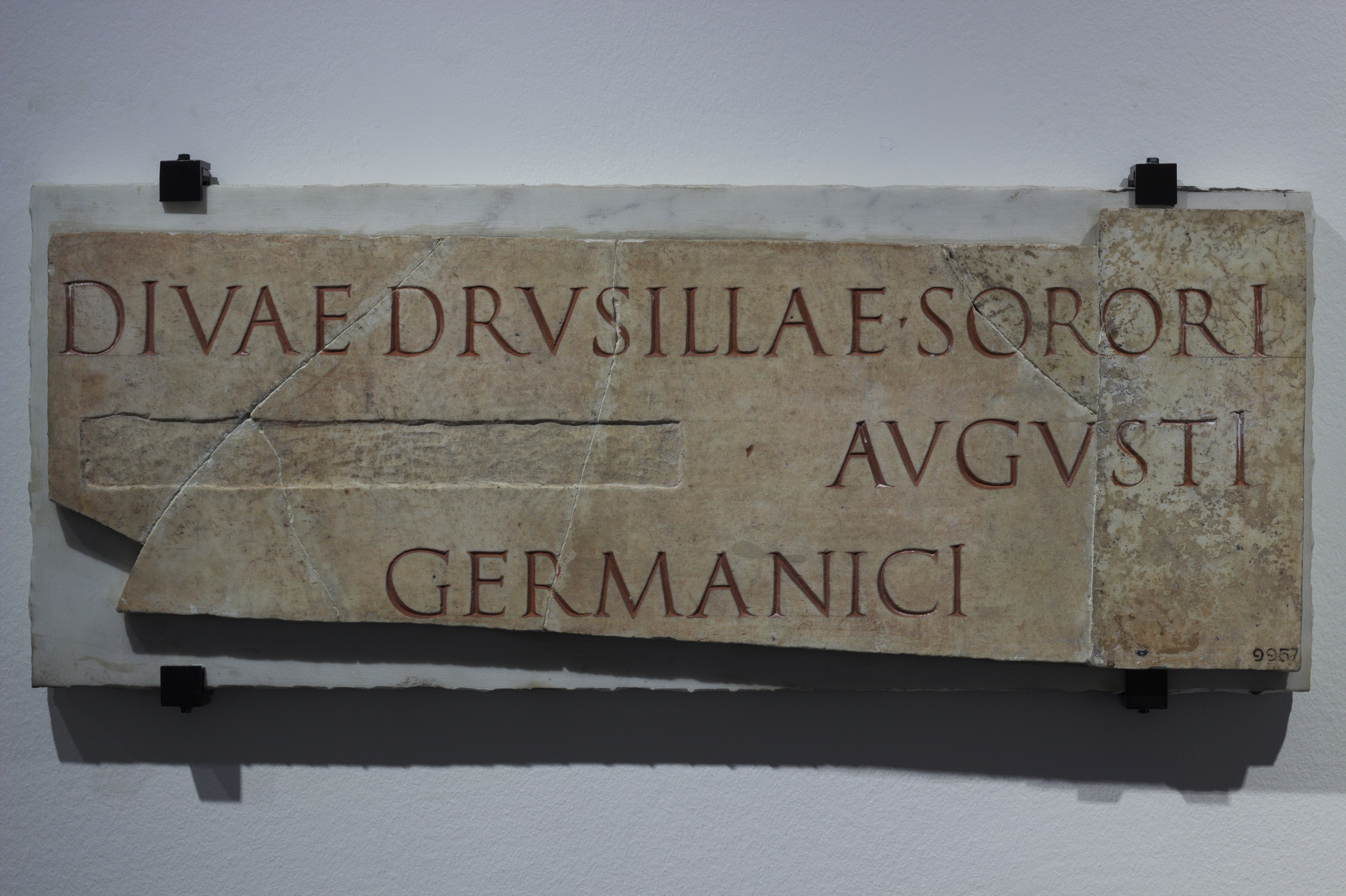
Inscription découverte à Cære (Étrurie), dédiée à Drusilla divinisée. Le nom de son frère est martelé.

### Prémices du complot
Une dernière conjuration a enfin raison du princeps : le 24 janvier 41, après trois ans dix mois et huit jours de règne, selon Suétone, Caligula est assassiné dans sa 29e année par les soldats de sa garde, menés par Cassius Chaerea et Cornelius Sabinus. L'épisode est décrit en détail par Flavius Josèphe. Des sénateurs sont également mêlés au complot, peut-être Lucius Annius Vinicianus, mais, en l'état de la documentation, leur degré d'implication est indéterminé. À aucun moment, il ne semble que les prétoriens aient songé à prendre le pouvoir. Leur intention est simplement de libérer Rome d'un souverain indigne.
Son successeur Claude refuse que l'on condamne sa mémoire (damnatio memoriae), mais le nom de Caius Augustus est effacé de certains supports officiels, comme en témoigne une inscription découverte à Cære.

## Sur Caligula

### Portrait
« Caligula avait la taille haute, le teint livide, le corps mal proportionné, le cou et les jambes tout à fait grêles, les yeux enfoncés et les tempes creuses, le front large et torve, les cheveux rares, le sommet de la tête chauve, le reste du corps velu ; aussi, lorsqu'il passait, était-ce un crime capital de regarder au loin et de haut ou simplement de prononcer le mot chèvre, pour quelque raison que ce fût.

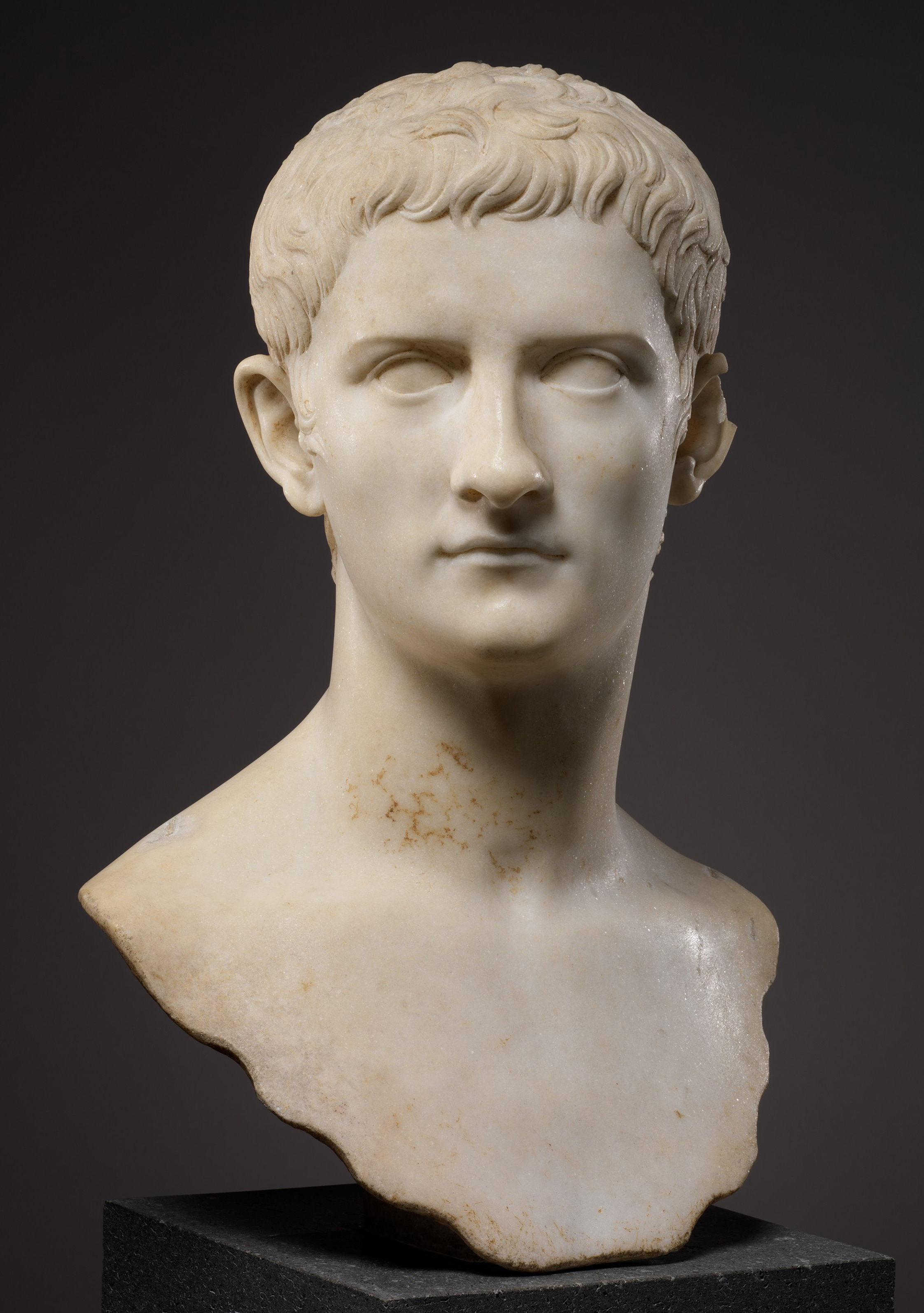
Buste en marbre de Caligula, Metropolitan Museum of Art.

Quant à son visage, naturellement affreux et repoussant, il s’efforçait de le rendre plus horrible encore, en étudiant devant son miroir tous les jeux de physionomie capables d’inspirer la terreur et l’effroi. »

— Suétone, Vie des douze Césars, Caligula 50
Cette description physique de Caligula, transmise par Suétone, est dépréciative et sombre. Dans son œuvre, le polygraphe le décrit de manière terrifiante, afin d'accentuer l'horreur des actions commises par l'empereur durant son règne. Selon Virginie Girod, la description de Caligula par Suétone s'inspire manifestement du portrait qu'en a laissé Sénèque.
Cette description ne peut être prise au premier degré : il s'agit d'une caricature. On connaît l'aspect physique de Caligula grâce à des bustes de marbre ou grâce aux portraits monétaires. Grand et mince, ses jambes sont jugées « grêles ». Il a le teint « très clair » et le cheveu probablement châtain plutôt que brun. Plusieurs sources évoquent la « fixité dérangeante de son regard ».
Par rapport à ses prédécesseurs, Caligula détonne par ses excentricités vestimentaires. Sa collection de chaussures fait fi des convenances. Il s’habille de soie légère, tels les monarques orientaux. De temps en temps, il porte même le foudre de Jupiter ou le trident de Neptune, et va jusqu’à arborer la cuirasse d’Alexandre le Grand, qu’il a fait prélever de son tombeau. Il est convaincu d’être supérieur au reste du genre humain.
À travers le portrait peu flatteur qu'en donnent ses biographes — en particulier Suétone —, Caligula, pour beaucoup, reste dans l'Histoire l'archétype de l'empereur fou, à l'instar de Néron, mais bien plus que lui.

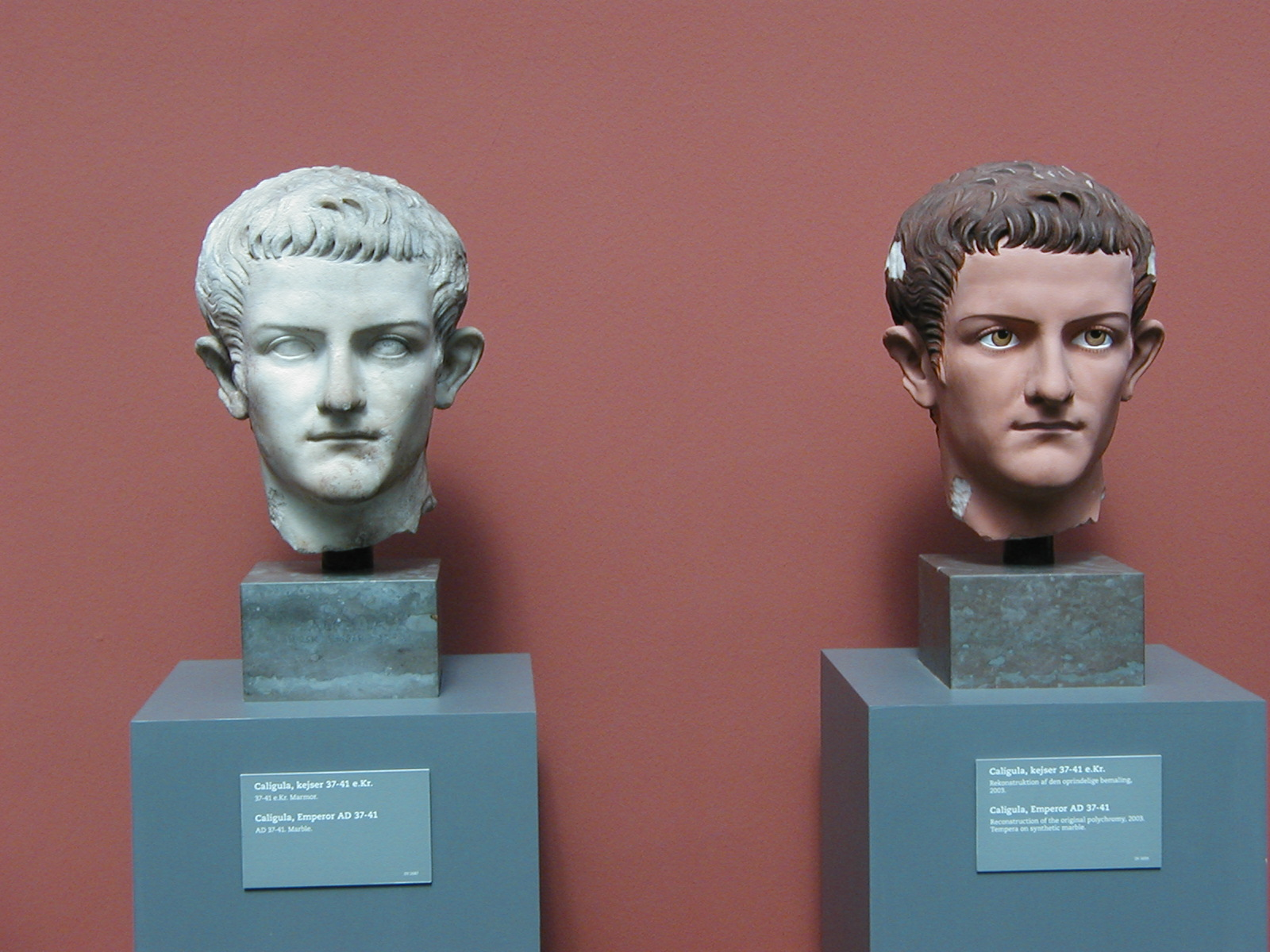
Copie du portrait de Caligula de la Ny Carlsberg Glyptothek avec restitution du décor polychrome.

Pourtant, si on prend le temps de l'analyser, cette folie, feinte ou réelle, s'apparente plus à une longue suite d'impertinences et de provocations :
- son obsession de la décollation :
  - « Si seulement le peuple romain n’avait qu’un seul cou ! »[72] ;
  - chaque fois qu’il embrasse le cou de son épouse, ou bien celui d’une conquête passagère, il ajoute de façon cynique : « une si jolie nuque sera tranchée dès que j’en donnerai l’ordre ! »[73] ;
  - lors d'un festin, il se met à rire aux éclats et répond aux deux consuls placés près de lui qui, avec ménagement, lui en demandent la raison : « Quand je pense que sur un seul geste de moi vous pouvez être égorgés tous les deux à l’instant ! »[74]
- une folie nommée Incitatus :
  - À son cheval favori Incitatus, outre une écurie de marbre et une mangeoire en ivoire, il fait donner une troupe d’esclaves et du mobilier. Suétone mentionne qu’il aurait même projeté de le faire consul[75] : « La veille des jeux du cirque, il ordonnait à des soldats d'imposer silence à tout le voisinage pour que rien ne troublât le repos de son cheval Incitatus. Il lui fit faire une écurie de marbre, une crèche d'ivoire, des housses de pourpre et des licous garnis de pierres précieuses. Il lui donna un palais, des esclaves et un mobilier, afin que les personnes invitées en son nom fussent reçues plus magnifiquement. On dit même qu'il voulait le faire consul. »

Le titre de consul couronnant la carrière sénatoriale, nommer ainsi son cheval était une provocation de Caligula envers les sénateurs pour les ridiculiser, et une façon de montrer que leur participation au gouvernement ne valait guère plus que ce que pourrait faire un animal,.
Ce serait la veille de cette nomination supposée que sa garde prétorienne l'aurait assassiné[réf. nécessaire].

### Ses phrases restées célèbres

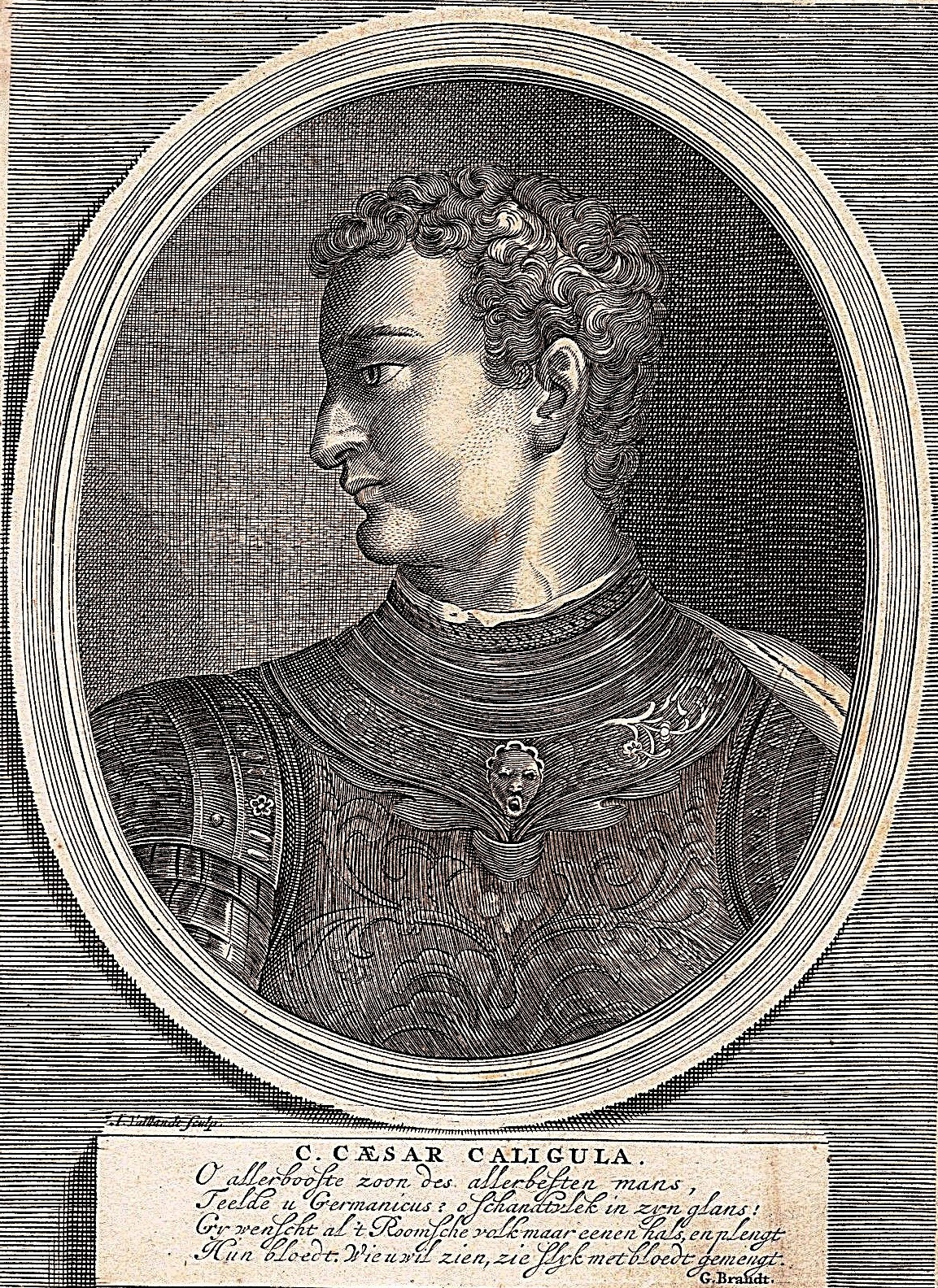
Portrait de Caligula. Gravure XVIIe siècle.

- « Oderint, dum metuant » (« Qu'ils me haïssent, pourvu qu'ils me craignent ! »)

Il s'agit là en fait d'une reprise par Caligula d'une phrase célèbre de son prédécesseur l'empereur Tibère, Oderint, dum probent, « Qu'ils me haïssent pourvu qu'ils m'approuvent » (la version de Caligula, avec metuant, est empruntée à la tragédie Atrée de Lucius Accius ; Tibère en avait quelque peu atténué la violence). Cette phrase est également sa devise ;
- « Le pouvoir donne ses chances à l'impossible. »

La phrase d'origine complète étant : « J'aime le pouvoir car il donne ses chances à l'impossible. »
- « Plût aux dieux que le peuple n'eût qu'une seule tête. »

## Noms et titres

### Noms successifs
- 12, né CAIUS•IULIUS•CÆSAR•GERMANICUS
- 37, accède à la pourpre : CAIUS•CÆSAR•AUGUSTUS•GERMANICUS

### Titres et magistratures
- 33, questeur.
- 21 septembre 37, reçoit le titre de Pater patriæ.
- Pontifex maximus à la mort de son prédécesseur, Tibère.
- Consul à quatre reprises, suffect en 37, ordinaire en 39, 40 et 41
- Détient la puissance tribunitienne, renouvelée annuellement.
- Acclamé Imperator lors de son avènement le 18 mars 37.

### Titulature à sa mort
Quand il fut assassiné en 41, Caligula avait la titulature suivante :
CAIVS•CÆSAR•AVGVSTVS•GERMANICVS, PONTIFEX•MAXIMVS, TRIBVNICIA•POTESTATE IIII, CONSVL•IIII, PATER•PATRIÆ
Caius César Auguste Germanicus, pontife suprême, investi de la puissance tribunicienne pour la 4e fois, consul pour la 4e fois, père de la Patrie.

## Généalogie

### Ascendance
|  |                                                                    |  |  |  |  |  |  |  |  |  |  |  |  |  |  |  |
|  | 16. Tiberius Claudius Nero (-105-????)                             |  |  |  |  |  |  |  |  |  |  |  |  |  |  |  |
|  |                                                                    |  |  |  |  |  |  |  |  |  |  |  |  |  |  |  |
|  |                                                                    |  |  |  |  |  |  |  |  |  |  |  |  |  |  |  |
|  | 8. Tiberius Néron (-85 à Rome – -33 à Rome                         |  |  |  |  |  |  |  |  |  |  |  |  |  |  |  |
|  |                                                                    |  |  |  |  |  |  |  |  |  |  |  |  |  |  |  |
|  |                                                                    |  |  |  |  |  |  |  |  |  |  |  |  |  |  |  |
|  | 17. Claudia                                                        |  |  |  |  |  |  |  |  |  |  |  |  |  |  |  |
|  |                                                                    |  |  |  |  |  |  |  |  |  |  |  |  |  |  |  |
|  |                                                                    |  |  |  |  |  |  |  |  |  |  |  |  |  |  |  |
|  | 4. Nero Claudius Drusus (11/04/-38 à Rome – 14/09/-9)              |  |  |  |  |  |  |  |  |  |  |  |  |  |  |  |
|  |                                                                    |  |  |  |  |  |  |  |  |  |  |  |  |  |  |  |
|  |                                                                    |  |  |  |  |  |  |  |  |  |  |  |  |  |  |  |
|  | 18. Marcus Livius Drusus Claudianus (-92 à Rome – -42 à Philippes) |  |  |  |  |  |  |  |  |  |  |  |  |  |  |  |
|  |                                                                    |  |  |  |  |  |  |  |  |  |  |  |  |  |  |  |
|  |                                                                    |  |  |  |  |  |  |  |  |  |  |  |  |  |  |  |
|  | 9. Livie (30/01/-58 à Rome – 29/09/29 à Rome)                      |  |  |  |  |  |  |  |  |  |  |  |  |  |  |  |
|  |                                                                    |  |  |  |  |  |  |  |  |  |  |  |  |  |  |  |
|  |                                                                    |  |  |  |  |  |  |  |  |  |  |  |  |  |  |  |
|  | 19. Aufidia                                                        |  |  |  |  |  |  |  |  |  |  |  |  |  |  |  |
|  |                                                                    |  |  |  |  |  |  |  |  |  |  |  |  |  |  |  |
|  |                                                                    |  |  |  |  |  |  |  |  |  |  |  |  |  |  |  |
|  | 2. Germanicus (24/05/-15 à Rome – 10/10/19 à Antioche)             |  |  |  |  |  |  |  |  |  |  |  |  |  |  |  |
|  |                                                                    |  |  |  |  |  |  |  |  |  |  |  |  |  |  |  |
|  |                                                                    |  |  |  |  |  |  |  |  |  |  |  |  |  |  |  |
|  | 20. Marcus Antonius Creticus (????--71)                            |  |  |  |  |  |  |  |  |  |  |  |  |  |  |  |
|  |                                                                    |  |  |  |  |  |  |  |  |  |  |  |  |  |  |  |
|  |                                                                    |  |  |  |  |  |  |  |  |  |  |  |  |  |  |  |
|  | 10. Marc Antoine (14/01/-83 à Rome – 01/08/-30 à Alexandrie)       |  |  |  |  |  |  |  |  |  |  |  |  |  |  |  |
|  |                                                                    |  |  |  |  |  |  |  |  |  |  |  |  |  |  |  |
|  |                                                                    |  |  |  |  |  |  |  |  |  |  |  |  |  |  |  |
|  | 21. Julia Caesaris (-104--39)                                      |  |  |  |  |  |  |  |  |  |  |  |  |  |  |  |
|  |                                                                    |  |  |  |  |  |  |  |  |  |  |  |  |  |  |  |
|  |                                                                    |  |  |  |  |  |  |  |  |  |  |  |  |  |  |  |
|  | 5. Antonia la Jeune (31/01/-36 à Athènes – 01/05/37 à Rome)        |  |  |  |  |  |  |  |  |  |  |  |  |  |  |  |
|  |                                                                    |  |  |  |  |  |  |  |  |  |  |  |  |  |  |  |
|  |                                                                    |  |  |  |  |  |  |  |  |  |  |  |  |  |  |  |
|  | 22. Caius Octavius Thurinus (-100--59)                             |  |  |  |  |  |  |  |  |  |  |  |  |  |  |  |
|  |                                                                    |  |  |  |  |  |  |  |  |  |  |  |  |  |  |  |
|  |                                                                    |  |  |  |  |  |  |  |  |  |  |  |  |  |  |  |
|  | 11. Octavie la Jeune (-69--11)                                     |  |  |  |  |  |  |  |  |  |  |  |  |  |  |  |
|  |                                                                    |  |  |  |  |  |  |  |  |  |  |  |  |  |  |  |
|  |                                                                    |  |  |  |  |  |  |  |  |  |  |  |  |  |  |  |
|  | 23. Atia Balba Caesonia (-85 à Rome – -43 à Rome)                  |  |  |  |  |  |  |  |  |  |  |  |  |  |  |  |
|  |                                                                    |  |  |  |  |  |  |  |  |  |  |  |  |  |  |  |
|  |                                                                    |  |  |  |  |  |  |  |  |  |  |  |  |  |  |  |
|  | 1. Caligula (31/08/12 à Antium – 24/01/41 à Rome)                  |  |  |  |  |  |  |  |  |  |  |  |  |  |  |  |
|  |                                                                    |  |  |  |  |  |  |  |  |  |  |  |  |  |  |  |
|  |                                                                    |  |  |  |  |  |  |  |  |  |  |  |  |  |  |  |
|  | 12. Lucius Vipsanius Agrippa (en)                                  |  |  |  |  |  |  |  |  |  |  |  |  |  |  |  |
|  |                                                                    |  |  |  |  |  |  |  |  |  |  |  |  |  |  |  |
|  |                                                                    |  |  |  |  |  |  |  |  |  |  |  |  |  |  |  |
|  | 6. Marcus Vipsanius Agrippa (-63 – -12)                            |  |  |  |  |  |  |  |  |  |  |  |  |  |  |  |
|  |                                                                    |  |  |  |  |  |  |  |  |  |  |  |  |  |  |  |
|  |                                                                    |  |  |  |  |  |  |  |  |  |  |  |  |  |  |  |
|  | 3. Agrippine l'Aînée (-14 à Athènes – 18/10/33 à Ventotene)        |  |  |  |  |  |  |  |  |  |  |  |  |  |  |  |
|  |                                                                    |  |  |  |  |  |  |  |  |  |  |  |  |  |  |  |
|  |                                                                    |  |  |  |  |  |  |  |  |  |  |  |  |  |  |  |
|  | 28=22. Caius Octavius Thurinus (-100--59)                          |  |  |  |  |  |  |  |  |  |  |  |  |  |  |  |
|  |                                                                    |  |  |  |  |  |  |  |  |  |  |  |  |  |  |  |
|  |                                                                    |  |  |  |  |  |  |  |  |  |  |  |  |  |  |  |
|  | 14. Auguste (-63 à Rome – 14 à Nola)                               |  |  |  |  |  |  |  |  |  |  |  |  |  |  |  |
|  |                                                                    |  |  |  |  |  |  |  |  |  |  |  |  |  |  |  |
|  |                                                                    |  |  |  |  |  |  |  |  |  |  |  |  |  |  |  |
|  | 28=23. Atia Balba Caesonia (-85 à Rome – -43 à Rome)               |  |  |  |  |  |  |  |  |  |  |  |  |  |  |  |
|  |                                                                    |  |  |  |  |  |  |  |  |  |  |  |  |  |  |  |
|  |                                                                    |  |  |  |  |  |  |  |  |  |  |  |  |  |  |  |
|  | 7. Julia Caesaris (10/-39 à Rome – 14 à Reggio de Calabre)         |  |  |  |  |  |  |  |  |  |  |  |  |  |  |  |
|  |                                                                    |  |  |  |  |  |  |  |  |  |  |  |  |  |  |  |
|  |                                                                    |  |  |  |  |  |  |  |  |  |  |  |  |  |  |  |
|  | 30. Lucius Scribonius Libo                                         |  |  |  |  |  |  |  |  |  |  |  |  |  |  |  |
|  |                                                                    |  |  |  |  |  |  |  |  |  |  |  |  |  |  |  |
|  |                                                                    |  |  |  |  |  |  |  |  |  |  |  |  |  |  |  |
|  | 15. Scribonia (-63-16)                                             |  |  |  |  |  |  |  |  |  |  |  |  |  |  |  |
|  |                                                                    |  |  |  |  |  |  |  |  |  |  |  |  |  |  |  |
|  |                                                                    |  |  |  |  |  |  |  |  |  |  |  |  |  |  |  |
|  | 31. Sentia (en)                                                    |  |  |  |  |  |  |  |  |  |  |  |  |  |  |  |
|  |                                                                    |  |  |  |  |  |  |  |  |  |  |  |  |  |  |  |
|  |                                                                    |  |  |  |  |  |  |  |  |  |  |  |  |  |  |  |

## Œuvres artistiques inspirées de sa vie
- En 1837, la pièce Caligula est créée à la Comédie française. Il s'agit d'une tragédie d'Alexandre Dumas, en cinq actes et en vers, précédée d'un prologue, et dont l'action est centrée sur la fin du règne de Caligula et son assassinat.
- En 1944, Albert Camus publie Caligula, une pièce de théâtre dans laquelle on assiste à la réalisation d'un homme contre un monde qui ne lui offre aucun espoir. À la mort de Drusilla, son amante et sa sœur, Caligula prend conscience de cette vérité — « les hommes meurent et ne sont pas heureux », et le jeune homme sensible qu'il était devient un monstre d'une insatiable cruauté. Camus aborde notamment dans cette œuvre le thème des limites de la liberté absolue, celle que confère le pouvoir le plus absolu qui soit. Caligula se proclame dieu. Il n'y a aucune entrave à l'exercice de sa liberté, et il l'exerce pleinement, sans aucune mesure. Mais cette liberté entre en contradiction avec son être, avec sa vie même. Et cette contradiction, selon la promesse de Caligula, devra être résolue.
- En 1979, sort Caligula, un film de Tinto Brass avec Malcolm McDowell dans le rôle-titre. Ce film est produit par Bob Guccione, éditeur et propriétaire de Penthouse, aussi contient-il des scènes à caractère pornographique. On y retrouve également des acteurs « classiques » britanniques, comme Peter O'Toole, John Gielgud ou Helen Mirren.
- En 1984, Hubert Monteilhet écrit un roman historique, Neropolis. Roman des temps néroniens, dont la première partie se déroule sous Caligula, et dans lequel l'un des protagonistes a à souffrir du regard que l'Empereur a posé sur lui.
- En 1985, le groupe de Speed Metal français ADX consacre la chanson de clôture de son premier album, Exécution, à Caligula.
- Saison 6 (2000-2001) de la série américaine et néo-zélandaise, Xena, la guerrière, de John Schulian et Robert Tapert. Dans l'épisode 12, Le Règne de Caligula, l'empereur est décrit comme un dieu tortionnaire, fou et débauché.
- En 2002, la journaliste Cristina Rodríguez et l'historiographe Domenico Carro publient un roman historique, Le César aux pieds nus, retraçant la fin du règne de Tibère et la jeunesse de Caligula.
- En 2005, Nicolas Le Riche, danseur étoile à l'Opéra de Paris, crée un ballet en cinq actes inspiré de la vie de Caligula.
- En 2009, sur l'album homonyme du groupe Them Crooked Vultures, figure la chanson Caligulove, qui évoque un prédateur sexuel en maraude[79].
- En 2010, le groupe canadien de death metal Ex Deo sort un album nommé Caligvla, contenant un titre du même nom qui raconte l'histoire de l'Empereur.
- En 2017 sort un livre de Rick Riordan intitulé Les Travaux d'Apollon : Le Piège de feu, dont le principal antagoniste est Caligula.
- Bernard Swysen (scénario) et Fredman (dessins) (préf. Pierre Renucci), Caligula (BD), coll. « Les Méchants de l'Histoire », juin 2018  — Collection dirigée par Bernard Swysen aux éditions Dupuis [présentation en ligne].
- Alexandre Bensi, Caligula empereur assassiné (roman), 2023, 212 p. (ISBN 979-8-396-33512-7)

### Sources antiques (traductions)
- Dion Cassius, Histoire romaine, éd. par E. Cary, Harvard university Press, 1970-1987, livre LX (lire en ligne)
- Flavius Josèphe (trad. du grec ancien), Antiquités judaïques, éd. par L.H. Feldman, Harvard university Press, 1993 (lire en ligne)
- Suétone (trad. du latin par Henri Ailloud, préf. Marcel Bénabou), « Caligula », dans Vie des douze Césars, Paris, Éditions Gallimard, coll. « Folio » (no 640), 1990 (1re éd. 1931), 499 p. (ISBN 2-07-036640-5)
- Tacite, Annales, éd. par P. Wuilleumier, Les Belles Lettres, 1974-1978 (lire sur Wikisource)

### Études historiques
- (en) John Percy Vyvian Dacre Balsdon, The Emperor Gaius, Oxford, Clarendon Press, 1934
- (en) Anthony A. Barrett, Caligula, The Corruption of Power, Londres & New York, Routledge, 1989 (ISBN 9780415214858)
- Jean-Paul Faur, « La première conspiration contre Caligula », Revue belge de philologie et d'histoire, t. 51, no 1,‎ 1973, p. 13-50 (lire en ligne)
- Daniel Nony, Caligula, Paris, Fayard, 1986, 437 p. (ISBN 2213014418).
- Jean-Noël Castorio, Caligula, au cœur de l'imaginaire tyrannique, Paris, Ellipses, 2017, 478 p. (ISBN 978-2-340-01596-8).
- Pierre Renucci, Caligula, l'impudent, Gollion, infolio, 2007 (ISBN 978-2-88474-042-5, OCLC 421677227).
- Hanns Sachs et Charles Wolff, Bubi ou la vie de Caligula, Paris, Grasset, 1933 (OCLC 493039696).
- John Scheid, « La mort du tyran. Chronique de quelques morts programmées », dans Du châtiment dans la cité. Supplices corporels et peine de mort dans le monde antique. Table ronde de Rome (9-11 novembre 1982), Rome, Publications de l'École française de Rome, 1984, 177-193 p. (lire en ligne).
- Nicolas Tran, Caligula, Paris, Presses universitaires de France / Humensis, 2021 (ISBN 9782130800774, OCLC 1249749085)
- La véritable histoire de Caligula (textes d'époque réunis et commentés par Jean Malye), Éditions les Belles Lettres, 2008 (ISBN 978-2-251-04000-4).
- Régis Martin, Les douze Césars, du mythe à la réalité, Paris, Perrin, 2007 (1re éd. 1991), 478 p. (ISBN 978-2-262-02637-0).
- Virginie Girod, La véritable histoire des douze Césars, Paris, Perrin, 2019, 412 p. (ISBN 978-2-262-07438-8).
- (en) Sam Wilkinson, Caligula, Londres, Routledge, 2003, 128 p. (ISBN 978-0-203-00372-5)

### Filmographie
- Roman Empire: Caligula, l’empereur fou est une série-documentaire Netflix réalisée autour du règne de Caligula (série diffusée le 5 avril 2019) [présentation en ligne].